# Kit de comida

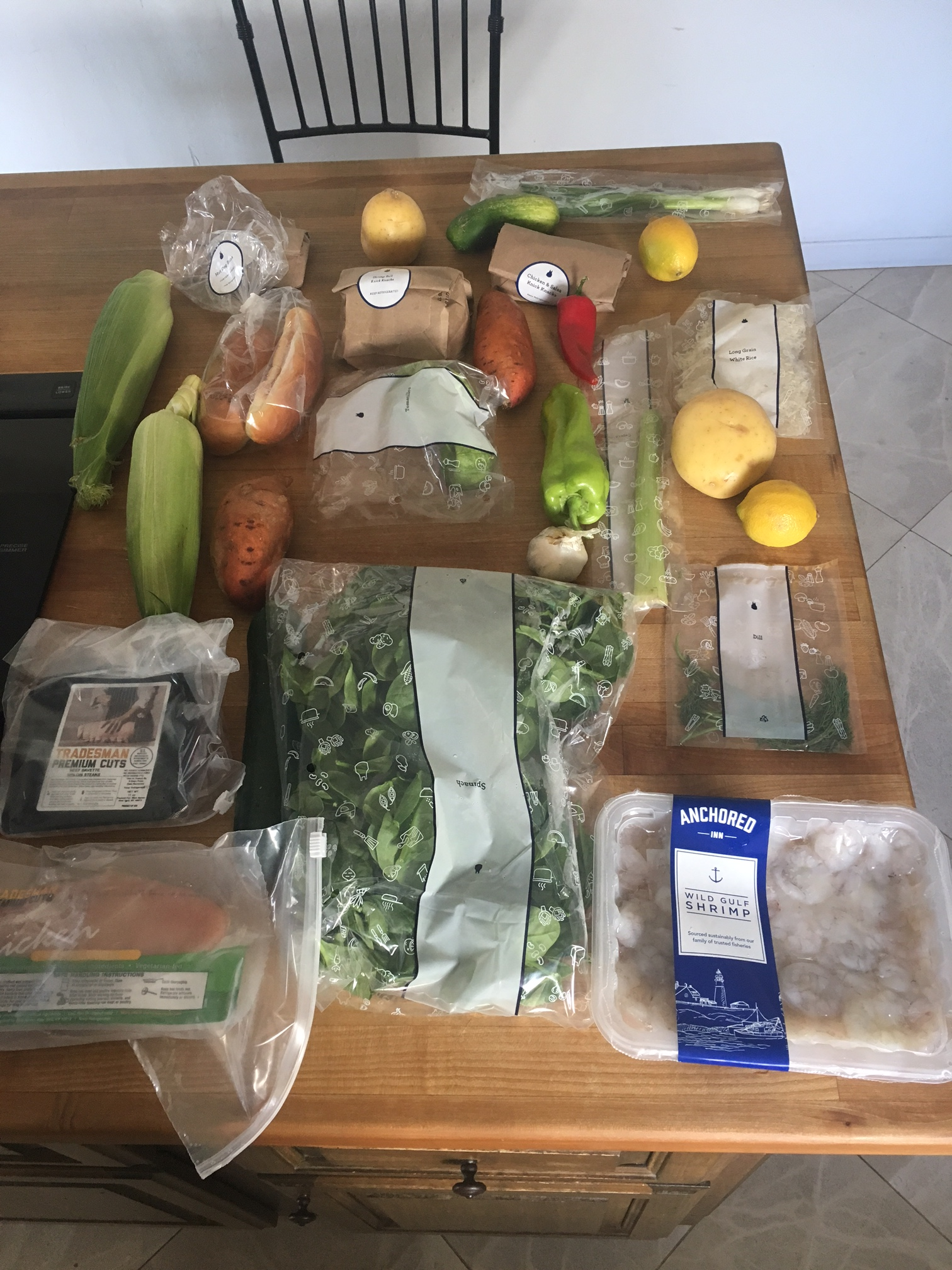
Contenido de un kit de comida.

Un kit de comida es un paquete de ingredientes y recetas de platillos y en ocasiones ingredientes parcialmente preparados que se ofrece para que los clientes elaboren comidas caseras. Los kits de comida están siendo comercializados mediante un servicio de provisión de alimentos basado en un modelo de negocio por suscripción en el que el proveedor envía a sus clientes los kits con una regularidad semanal o bisemanal. Este modelo de suscripción ha sido citado como ejemplo de personalización en la industria de alimentos el cual está ganando popularidad.
Un kit de comida no debe confundirse con la entrega de platillos preparados, los que son cocinados y "preparados" por el proveedor antes del envío, generalmente en un recipiente refrigerado.

## Historia
Este modelo de negocio se originó en Suecia y existe cierto debate sobre quién lo inventó, bien Kicki Theander con el lanzamiento de Middagsfrid (traducido como “hora de la cena feliz”) en 2007, o Linas Matkasse, fundado en 2008 por los hermanos Niklas Aronsson y Lina Gebäck. Middagsfrid se expandió rápidamente a otros países del norte de Europa e inspiró a una variedad de competidores. Tres compañías de kits de comida ingresaron al mercado estadounidense en el año 2012: Blue Apron, HelloFresh (que se encontraba operando en Europa) y Plated .  

## Penetración y proyección del negocio
Según la revista Inc, a marzo de 2017 había más de 150 empresas proveedoras de kits de comida operando en Estados Unidos. A julio de 2017, la revista Time informó que el negocio de los kits de comidas se estimaba en 2200 millones de dólares a nivel mundial, lo que representaba menos del 1% del mercado de alimentos estimado en 1.3 trillones de dólares. Se espera que la industria crezca y según algunos analistas podría alcanzar el 1.3% de las ventas de alimentos y bebidas para el año 2020. Los supermercados  también han tratado de combatir la popularidad de los kits de comida haciendo sus propios kits. Blue Apron fue el servicio más utilizado por los clientes encuestados por Morning Consult en 2017, seguido de HelloFresh y Plated. Aunque las compañías y la categoría han disfrutado de un rápido crecimiento, enfrentan un desafío sustancial para retener a los abonados, muchos clientes solo usan los servicios una vez, atraídos por ofertas de comidas gratis. Pocas personas continúan suscriptas más allá de 5 a 8 semanas, y solo el 6% de los clientes encuestados por Morning Consult todavía estaban suscritos a la mayoría de los servicios de kits de comida después de 3 meses (aunque Blue Apron tuvo un rendimiento mucho mejor que el promedio con un 12% de retención a 3 meses). Los abonados son en su mayoría jóvenes y abrumadoramente urbanos.

En 2021, aún no hay ingresado en el mercado Español los grandes competidores internacionales. Actualmente se destacan empresas de kit de comida (o meal kits) de origen nacional, entregando productos de proximidad como por ejemplo, LetsCook (www.letscooknow.es) que sirve a toda la Península. Admeás esta empresa es muy valorada por sus clientes por su política de minimizar el uso de packaging o envoltorios y sobre todo el uso de plásticos.

## Impacto en el ambiente

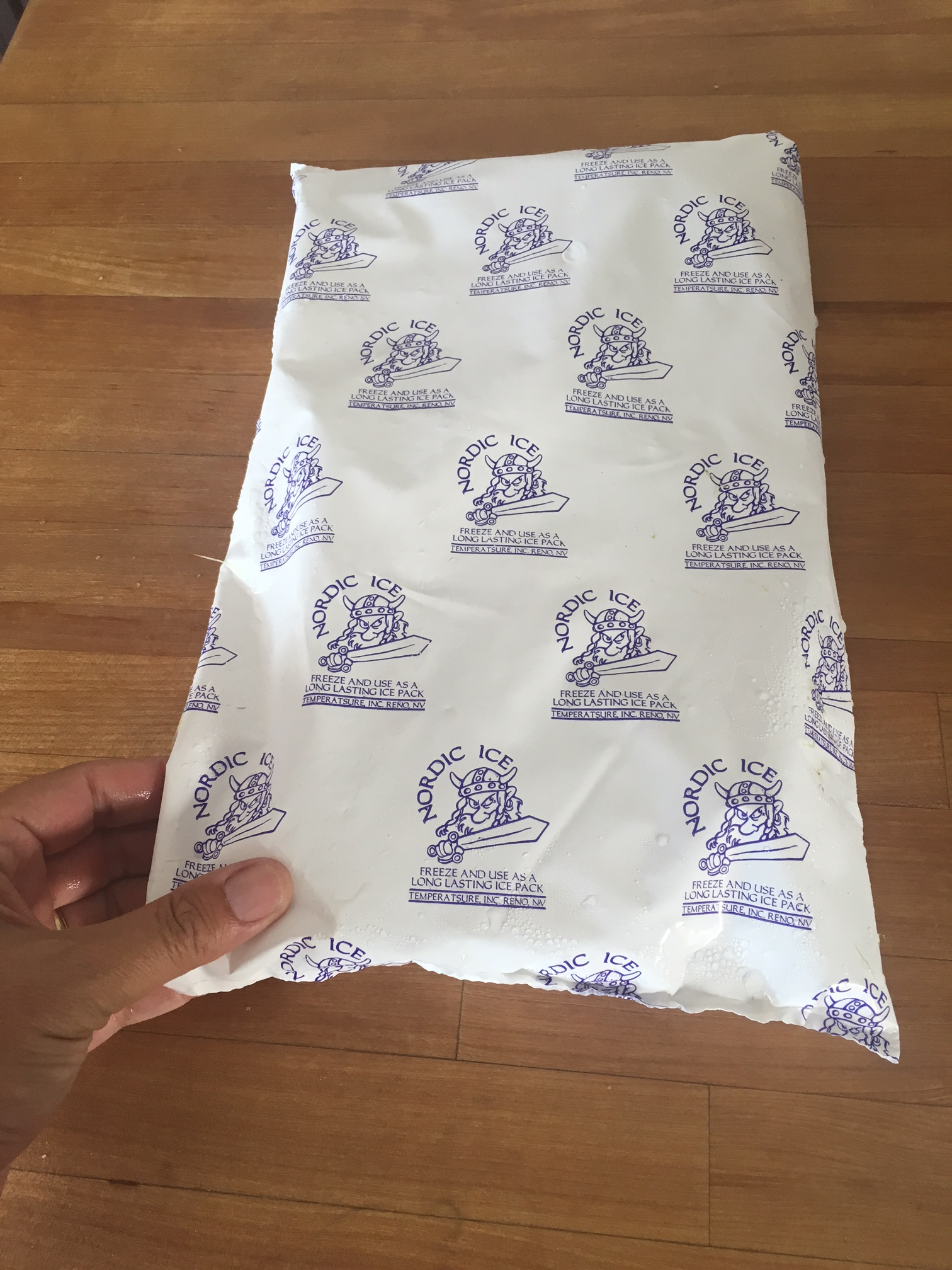
Paquete de gel refrigerado del kit de comidas utilizado durante el envío.

La industria ha sido criticada por la dificultad en reciclar los paquetes de gel refrigerado incluidos con los kits para mantener las carnes y los productos lácteos refrigerados durante el envío. El ingrediente activo en muchos paquetes de gel es poliacrilato de sodio, un polvo no tóxico que puede mantenerse frío cuando se satura con agua y se congela.